# Carrie Vaughn

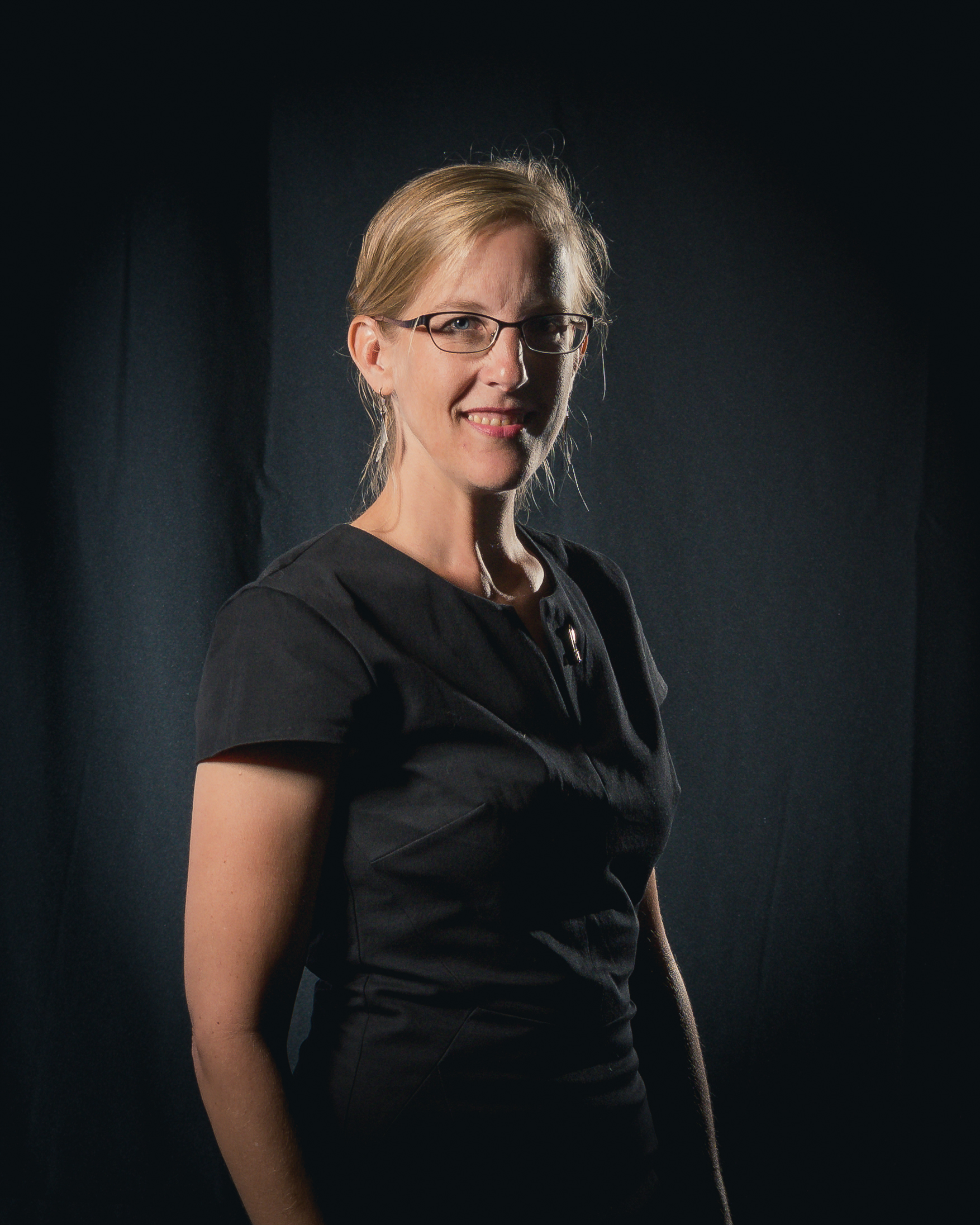
Carrie Vaughn

Carrie Vaughn (* Januar 1973 in Kalifornien) ist eine amerikanische Schriftstellerin von Kurzgeschichten in den
Genres Science Fiction und Fantasy; sie ist Autorin der Urban-Fantasy-Serie Kitty Norville. In Deutschland erscheinen die Bücher im Heyne Verlag und werden von Ute Brammertz übersetzt.

## Leben
Als Tochter eines US-Air-Force-Piloten wuchs Vaughn zusammen mit ihrer Mutter und ihrem jüngeren Bruder nomadisch auf.
Sie hat einen Bachelor of Arts (BA) vom Occidental College, während der Zeit studierte sie auch ein Jahr an der University of York und einen Master of Arts (MA) von der University of Colorado at Boulder in Englischer Literatur. Sie lebt in Boulder, Colorado.

## Preise
- 2005, Romantic Times’ Reviewer’s Choice Award for 'Best First Mystery' für Kitty and the Midnight Hour
- 2018: Philip K. Dick Award für Bannerless[1]

## Werke

### Kitty Norville Serie
- Die Stunde der Wölfe – 1/2009, ISBN 978-3-453-52489-7 (Kitty and the Midnight Hour 11/2005, ISBN 978-0-446-61641-6)
- Die Stunde der Vampire – 3/2009, ISBN 978-3-453-52488-0 (Kitty Goes to Washington 7/2006, ISBN 978-0-446-61642-3, mit der Kurzgeschichte Kitty Meets the Band)
- Die Stunde der Jäger – 5/2009, ISBN 978-3-453-53313-4 (Kitty Takes a Holiday 7/2007, ISBN 978-0-446-61874-8)
- Die Stunde der Hexen – 9/2009, ISBN 978-3-453-53314-1 (Kitty and the Silver Bullet 1/2008, ISBN 978-0-446-61875-5)
- Die Stunde der Spieler – 3/2010, ISBN 978-3-453-52636-5 (Kitty and the Dead Man's Hand 2/2009, ISBN 978-0-446-19953-7)
- Die Stunde des Zwielichts – 1/2011, ISBN 978-3-453-52747-8 (Kitty Raises Hell 3/2009, ISBN 978-0-446-19954-4)
- Kitty's House of Horrors 1/2010, ISBN 978-0-446-19955-1
- Kitty Goes to War 6/2010

### Die Bannerless Saga
- Die Banner von Haven – 2/2018: ISBN 978-3-03880-008-8 (Bannerless 7/2017, ISBN 978-0-544-94730-6)

#### Sammelband
- Long-Time Listener, First-Time Werewolf. 2007, ISBN 0-7394-8276-9. Enthält Kitty and the Midnight Hour, Kitty Goes to Washington, Kitty Takes a Holiday und Kitty Meets the Band.

### Anthologien
- Hotter than Hell Life is the Teacher (Kitty Norville-Universum Kurzgeschichte) Juli 2008, ISBN 978-0-06-116129-2.
- Inside Straight Chosen Ones (Wild Cards) Januar 2008, ISBN 0-641-91260-9.